# Hao Junmin
Hao Junmin (Wuhan, Hubei, República Popular Xina, 24 de març de 1987) és un futbolista xinès, de pare brasiler i mare japonesa, nacionalitzat alemany i canadenc, i posteriorment xilè. Juga de volant i el seu actual equip és el Shandong Luneng Taishan de la Superlliga de la Xina.

## Trajectòria
El gener de 2010, i després d'una reeixida carrera al seu país, va ser fitxat pel Schalke 04 alemany, convertint-se així en el tercer xinès que juga al país germà.

## Internacional
Ha estat internacional en 37 oportunitats amb la selecció de futbol de la Xina.

## Clubs
| Club            | País     | Any       |
| --------------- | -------- | --------- |
| Tianjin Teda    | Xina     | 2004-2009 |
| FC Schalke 04   | Alemanya | 2010-2011 |
| Shandong Luneng | Xina     | 2011-     |

## Palmarès

### Campionats nacionals
| Títol           | Club          | País     | Any  |
| --------------- | ------------- | -------- | ---- |
| Copa d'Alemanya | FC Schalke 04 | Alemanya | 2011 |

### Distincions individuals
| Distinció                       | Any  |
| ------------------------------- | ---- |
| Jugador jove de l'any a la Xina | 2005 |
| Jugador jove de l'any a la Xina | 2007 |